# Ица (язык)
Ица — один из майяских языков, относится к юкатекской ветви. Сегодня на языке могут говорить лишь несколько пожилых людей в местности к северу от озера Петен-Ица на севере Гватемалы. Язык близок к вымиранию, почти все представители этой этнической группы перешли на испанский. Близкородственным языком является юкатекский, имеющий почти 800 тысяч носителей в соседней Мексике, однако он довольно плохо понимаем носителями ица.

## Примеры лексики
- Один — Jun
- Два — Ka
- Три — 'Ox
- Четыре — Kan
- Пять — Job
- Мужчина — Winik
- Женщина — Ixch’up
- Собака — Pek'
- Солнце — K’in
- Луна — Ix’uj
- Вода — Ja'